# Inmaculada
Inmaculada è un film drammatico del 1950 diretto da Julio Bracho e interpretato da Rosario Granados, Carlos López Moctezuma ed Eduardo Noriega.